# Григорий Куропятников (пограничный корабль)
«Григо́рий Куропя́тников» (укр. Григорій Куроп'ятников (BG-50)) — советский и украинский пограничный сторожевой корабль (по западной классификации — корвет) 2-го ранга Морской охраны Государственной пограничной службы Украины проекта 1241.2 «Молния-2» (по классификации НАТО Pauk-I class corvette). До оккупации Крыма Россией состоял в Севастопольском отряде морской охраны. Флагман Морской охраны ГПС Украины.

## Строительство
Заложен в эллинге Ярославского судостроительного завода 20 октября 1982 года под заводским строительным индексом 510. 10 декабря 1983 года зачислен в списки кораблей морских частей пограничных войск КГБ СССР. 18 января 1984 года спущен на воду и весной был переведён по внутренним водным путям через Азовское море на Чёрное море. После прохождения испытаний 30 сентября того же года был введён в строй и назван ПСКР-807 «Григорий Куропятников», в честь героя Советского Союза Григория Куропятникова.

## Конструкция
Корабль построен в рамках проекта катеров 1241.2 «Молния-2». Корабли и катера данного типа предназначались для использования в качестве пограничного сторожевого корабля (ПСКР) в мирное время и малого противолодочного корабля (МПК) в военное время.

### Тактико-технические данные
- Длина: 57,53 м
- Ширина: 10,21 м
- Осадка: 3,59 м
- Водоизмещение стандартное: 449 т, полное: 475 т
- Скорость полного хода: 32,87 уз
- Дальность плавания: 1622 миль (14 уз)
- Автономность: 10 суток
- Мощность ГД: 2×10 000 л. с. Тип ГД: М-517
- Экипаж: 41 чел[2]

## Служба

### СССР
После ввода в строй был зачислен в состав 5-й отдельной Краснознамённой бригады пограничных сторожевых кораблей (5 ОБСКР) МЧПВ КГБ Западного пограничного округа. Место базирования — Балаклава (Крым, Украинская ССР), в/ч 2382. Он стал первым кораблём проекта 1242.2 в бригаде. Первый бортовой номер — 045. 4 ноября 1984 года на корабле был поднят военно-морской флаг морских частей пограничных войск КГБ СССР. Первым командиром корабля был капитан 2-го ранга Кожевников Павел Апполонович. Корабль участвовал в охране государственной границы, исключительной экономической зоны СССР и рыболовных промыслов у крымского побережья в северной части Чёрного моря.
В 1991 году «Григорий Куропятников» прошёл доковый ремонт.

### Украина

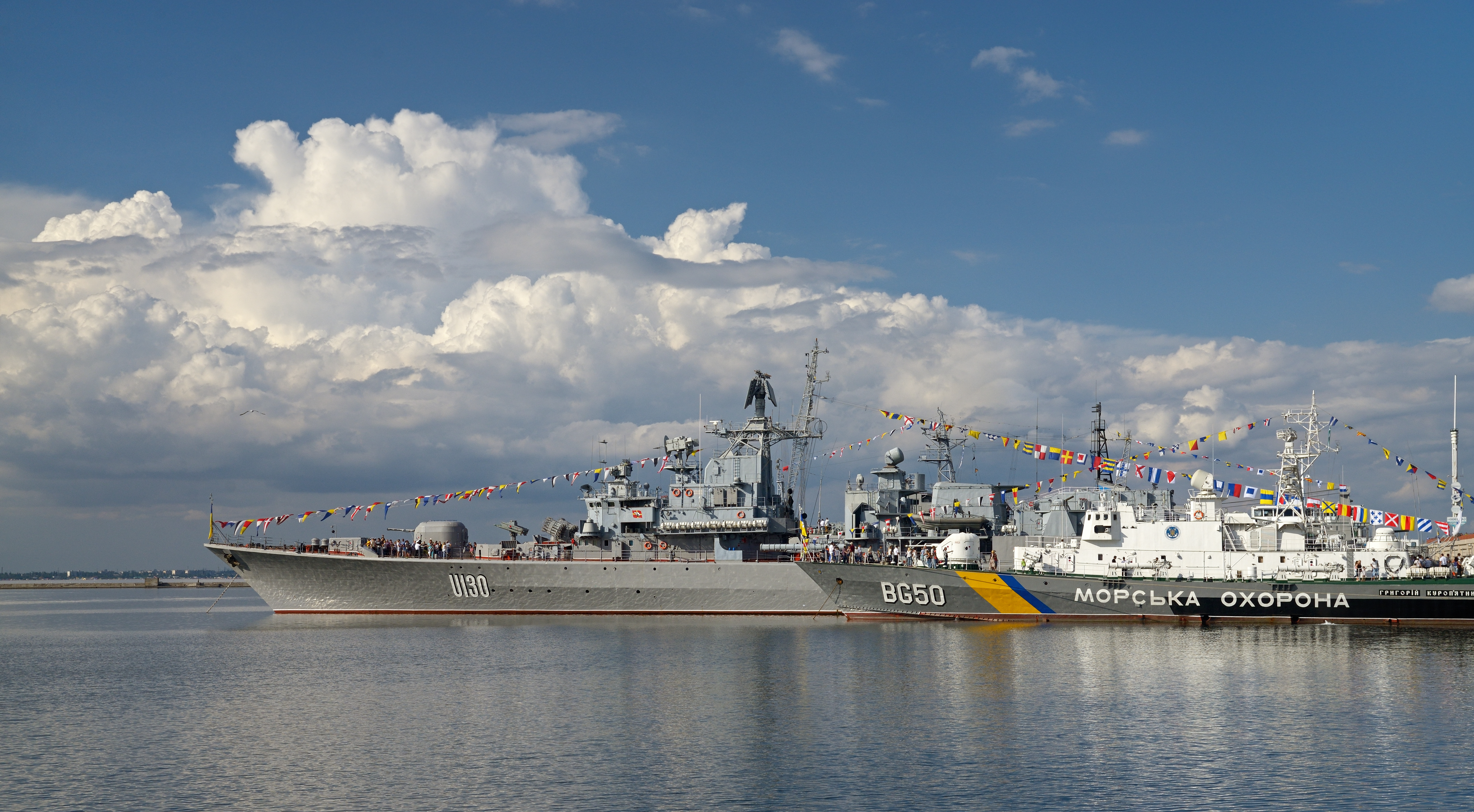
Фрегат «Гетьман Сагайдачний» и корвет «Григорий Куропятников»

12 января 1992 года экипаж корабля вместе со всем личным составом бригады принял присягу на верность народу Украины, и на корабле был поднят государственный флаг Украины. Бортовой номер был изменён на 012.
2 сентября 1994 года корабль посетил президент Украины Леонид Кучма.
20 марта 1996 года ПСКР «Григорий Куропятников» при несении службы задержал турецкую шхуну «Баба Юсуф» (тур. Baba Yusuf). Сумма штрафа составила 335 тысяч гривен. Осенью того же года ПСКР «Григорий Куропятников» вместе с ПСКР «Полтава» впервые в истории Морской охраны ГПС Украины совершили визит в порт Поти (Грузия) по программе международного пограничного сотрудничества.
15 января 1998 года кораблём «Григорий Куропятников» во взаимодействии с ПСКР «Григорий Гнатенко» в исключительной экономической зоне Украины была обнаружена группа турецких браконьерских судов. При подходе пограничных кораблей шхуны, игнорируя требования об остановке и опасно маневрируя, совершили попытку побега. Шхуна «Тарен Каптен» (тур. Taren Kapten) при попытке взорвать её обзорную группу из «Куропятникова» протаранила борт пограничного корабля. Однако при этом турецкое судно само не выдержало нашествия — опрокинулось и затонуло. На борт сторожевика были подняты члены команды и капитан, два человека из экипажа шхуны при опрокидывании судна погибли.
В 2000 году корабль был переклассифицирован в корабль морской охраны (КрМО) и получил бортовой номер BG-50. 21 марта 2000 года в ходе операции «Калкан» по предотвращению браконьерского промысла в акватории северной части Чёрного моря КрМО «Григорий Куропятников» первым в истории независимой Украины применил оружие на поражение по нарушителю морской границы страны шхуне «Эмир Ахмед» (тур. Emir Achmad).
В 2005 и 2006-07 годах корабль прошёл доковый и заводской ремонты в Южной бухте Севастополя.
После оккупации Россией Крыма перешёл с двумя другими кораблями Морской охраны ГПС Украины — «Миколаив» (Севастопольский отряд морской охраны) и «Крым» (Ялтинский отряд) с территории полуострова в Одессу.
В 2019 году прошёл доковый ремонт в Николаеве. Ремонт выполнялся на мощностях «ЮСК-Сервис» (бывший Черноморский судостроительный завод).
В мае 2021 года совместно с кораблём «Хэмилтон» Береговой охраны США и катером «Старобельск» ВМС Украины участвовал в американо-украинских морских учениях.
С началом вторжения России в Украину корабль оказался участником нескольких боевых эпизодов. 26 февраля 2022 года «Григорий Куропятников» был атакован российским беспилотником, который был сбит на подлёте к Черноморску. В мае 2022 года российскими пропагандистами сообщалось об уничтожении корабля. Информация не была подтверждена.

## Командиры корабля
- капитан 2-го ранга Павел Кожевников (1984--??)
- капитан 2-го ранга Олег Межевый
- капитан 2-го ранга Пётр Кузин[7]

## Корабль в моделировании
Сборная пластиковая модель флагмана Морской охраны ГПС Украины производится фирмой Mirage Hobby в масштабе 1:400.